# Volkswagen Eos
Volkswagen Eos – samochód osobowy typu kompaktowe coupé-cabrio produkowany przez niemiecką markę Volkswagen w latach 2005 - 2015.

## Historia i opis modelu

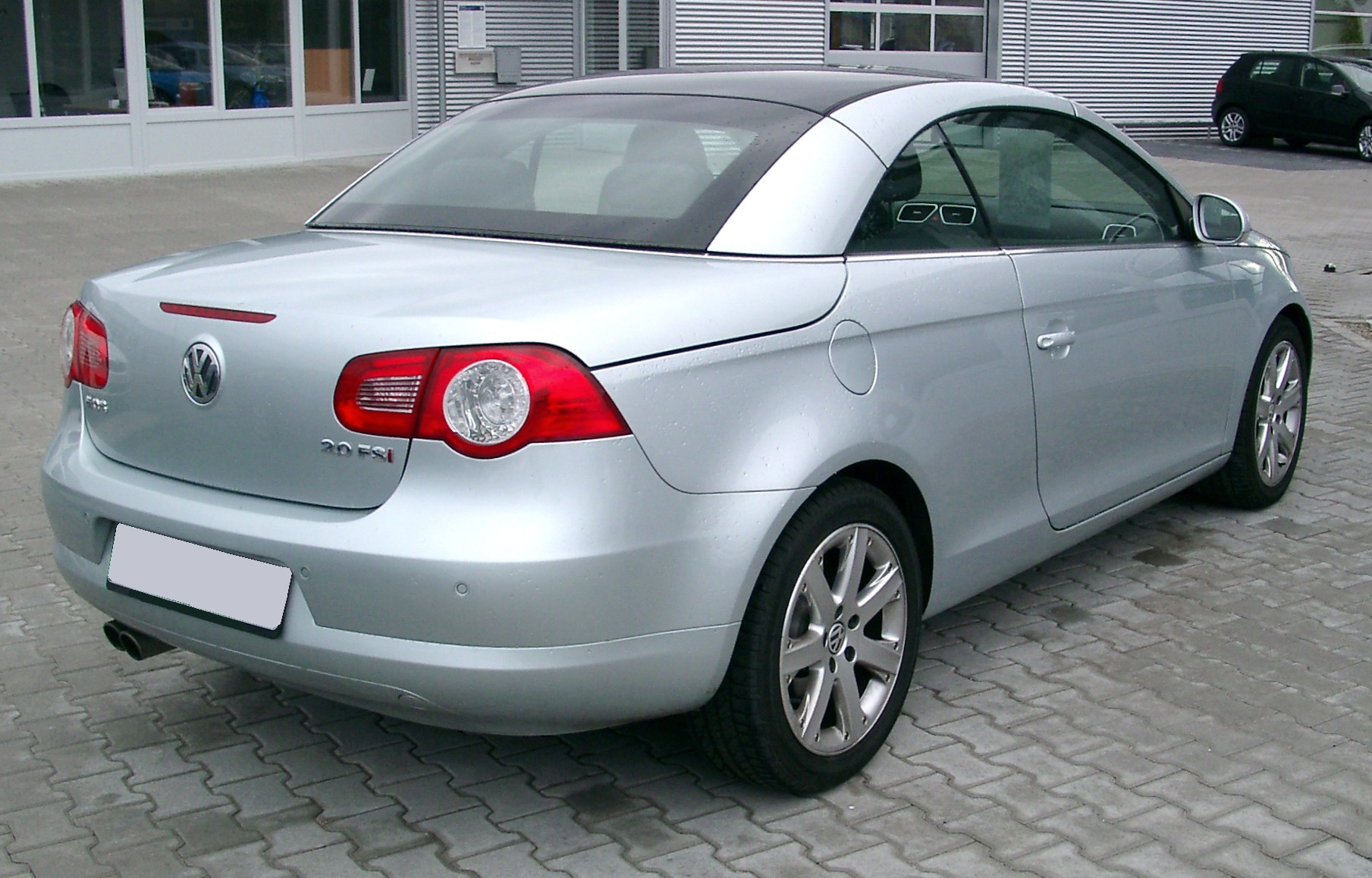
Volkswagen Eos przed liftingiem - tył

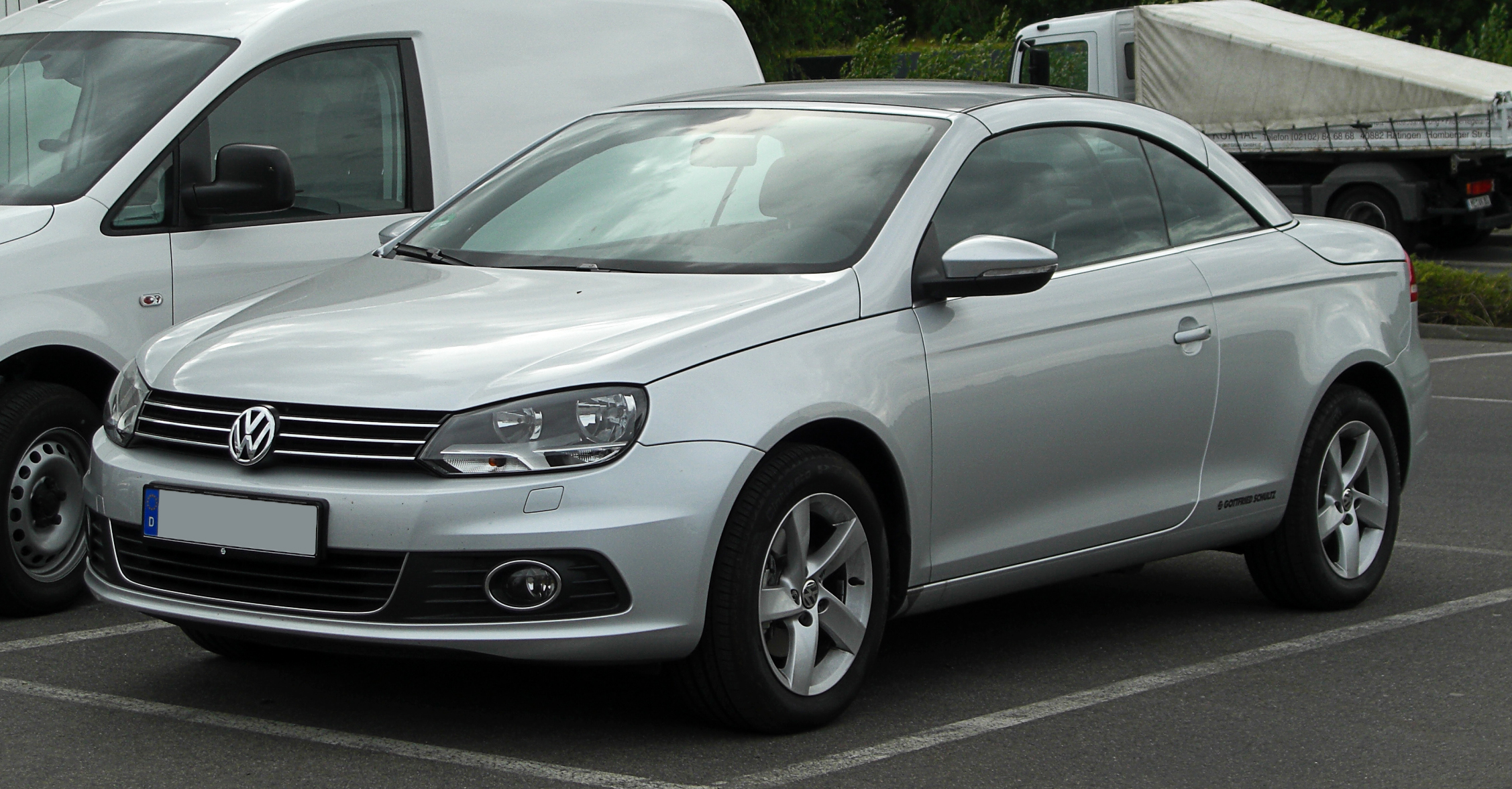
Volkswagen Eos po liftingu

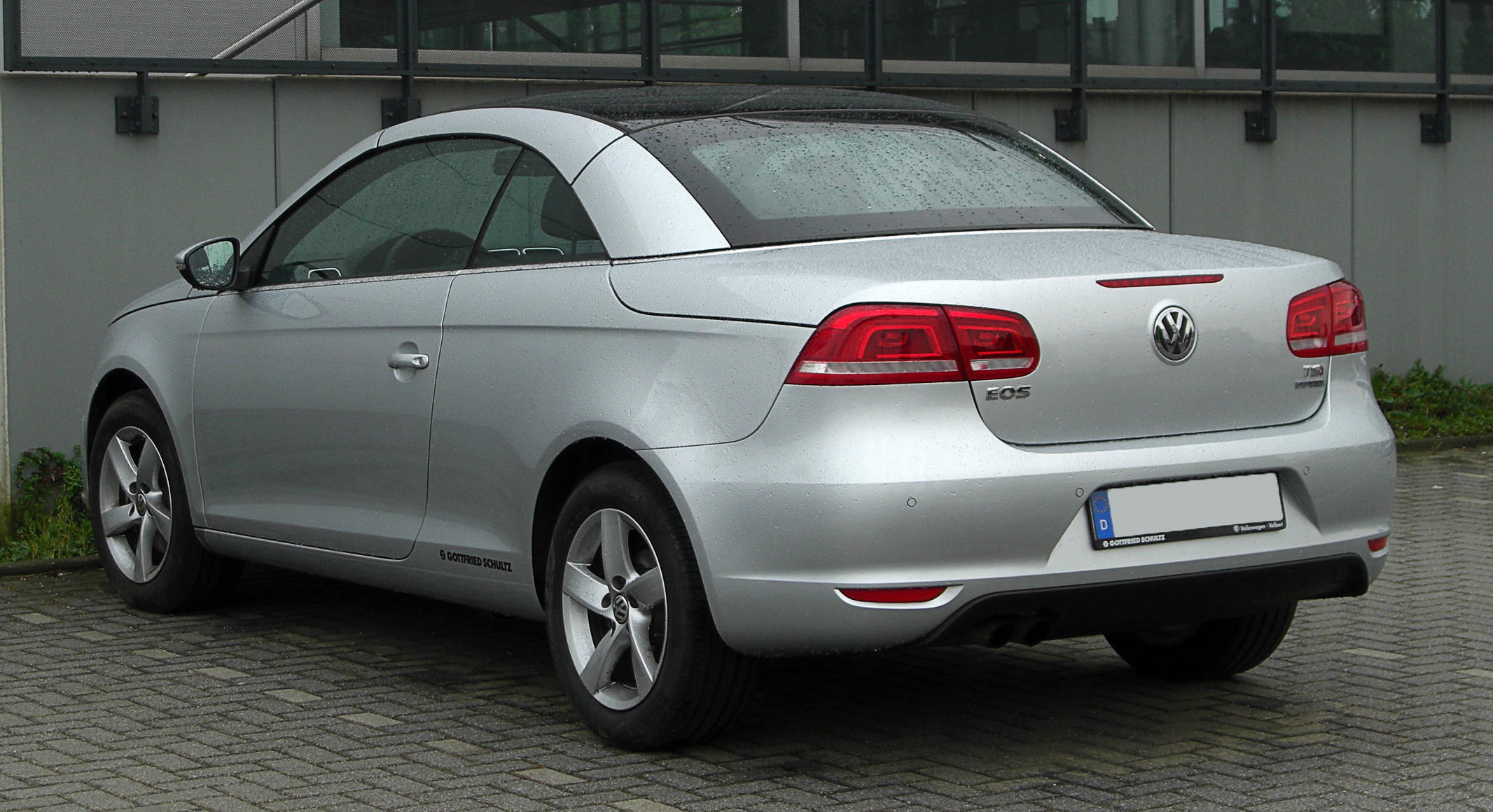
Volkswagen Eos po liftingu - tył

Historia powstania pojazdu sięga roku 2004, kiedy to podczas targów motoryzacyjnych w Genewie zaprezentowano samochód koncepcyjny Volkswagen Concept C z elektrycznie otwieranym twardym dachem. Za design pojazdu odpowiedzialny był Słoweniec Robert Lešnik, a pieczę nad projektem trzymał Peter Schreyer. Rok później podczas targów motoryzacyjnych we Frankfurcie zaprezentowano wersję produkcyjną pojazdu pod nazwą Eos. Auto bazuje na płycie podłogowej PQ35, która wykorzystana została do budowy m.in. Golfa V oraz Audi A3. Dach pojazdu stanowi elektrycznie składana, 5-częściowa stalowo-szklana konstrukcja, która umożliwia oglądanie nieba także przy zamkniętym dachu. Przemiana z coupé w cabrio trwa 25 sekund. 
Pod koniec 2010 roku auto poddane zostało modernizacji. Pojazd upodobniony został do reszty gamy modelowej marki. Oficjalna prezentacja pojazdu miała miejsce podczas targów motoryzacyjnych w Los Angeles. Zmieniony został m.in. przód pojazdu, który upodobniono do przodu Golfa VI. Wykorzystano zupełnie nowe reflektory przednie zintegrowane z diodowymi światłami do jazdy dziennej, atrapę chłodnicy, zderzak, a także szersze wloty powietrza oraz światła przeciwmgłowe. Z tyłu pojazdu zmieniono m.in. lampy i zderzak. Delikatnie przeprojektowano także wnętrze pojazdu.
Na początku 2015 roku samochód wycofano z produkcji bez przewidzianego następcy.

### Wyposażenie
- Exclusive

W zależności od wersji wyposażeniowej pojazdu, auto wyposażone mogło być m.in. w system ABS i ESP, elektryczne sterowanie szyb, elektryczne sterowanie lusterek, klimatyzację, wielofunkcyjną kierownicę, skórzaną tapicerkę oraz system nawigacji satelitarnej.
Opcjonalne wyposażenie pojazdu obejmuje m.in. 600-watowy system audio oraz biksenonowe reflektory z funkcją doświetlania zakrętów, a także sportowe fotele.

### Silniki
| Wersja                | Silnik:                          | Układ zasilania:   | Średnica × skok tłoka: | St. sprężania:     | Moc maksymalna:                    | Maks. moment obrotowy           | 0-100 km/h:        | V-max:             |
| Silniki benzynowe:    | Silniki benzynowe:               | Silniki benzynowe: | Silniki benzynowe:     | Silniki benzynowe: | Silniki benzynowe:                 | Silniki benzynowe:              | Silniki benzynowe: | Silniki benzynowe: |
| --------------------- | -------------------------------- | ------------------ | ---------------------- | ------------------ | ---------------------------------- | ------------------------------- | ------------------ | ------------------ |
| 1.4 TSI               | R4 1,4 l (1364 cm³), DOHC, turbo | wtrysk FSI         | 76,50 mm × 75,60 mm    | 10,0:1             | 122 KM (90 kW) przy 5000 obr./min  | 200 N•m przy 1500-4000 obr./min | 10,9 s             | 196 km/h           |
| 1.4 TSI               | R4 1,4 l (1364 cm³), DOHC, turbo | wtrysk FSI         | 76,50 mm × 75,60 mm    | 10,0:1             | 160 KM (118 kW) przy 5800 obr./min | 240 N•m przy 1500-4500 obr./min | 8,8 s              | 215 km/h           |
| 2.0 FSI               | R4 2,0 l (1984 cm³), DOHC        | wtrysk FSI         | 82,50 mm × 92,80 mm    | 11,5:1             | 150 KM (110 kW) przy 6000 obr./min | 200 N•m przy 3500 obr./min      | 9,8 s              | 209 km/h           |
| 2.0 TFSI              | R4 2,0 l (1984 cm³), DOHC, turbo | wtrysk FSI         | 82,50 mm × 92,80 mm    | 10,3:1             | 200 KM (147 kW) przy 5100 obr./min | 280 N•m przy 1800-5000 obr./min | 7,8 s              | 232 km/h           |
| 2.0 TSI               | R4 2,0 l (1984 cm³), DOHC, turbo | wtrysk FSI         | 82,50 mm × 92,80 mm    | 9,6:1              | 210 KM (155 kW) przy 5300 obr./min | 280 N•m przy 1700-5200 obr./min | 7,8 s              | 234 km/h           |
| 3.2 V6                | V6 3,2 l (3189 cm³), DOHC        | wtrysk MPFi        | 84,00 mm × 95,90 mm    | 10,9:1             | 250 KM (184 kW) przy 6300 obr./min | 320 N•m przy 2500-3000 obr./min | 7,3 s              | 247 km/h           |
| 3.6 V6                | V6 3,6 l (3598 cm³), DOHC        | wtrysk FSI         | 89,00 mm × 96,40 mm    | 11,4:1             | 260 KM (191 kW) przy 6000 obr./min | 350 N•m przy 2400-4000 obr./min | 6,9 s              | 250 km/h           |
| Silniki wysokoprężne: |                                  |                    |                        |                    |                                    |                                 |                    |                    |
| 2.0 TDI               | R4 2,0 l (1968 cm³), SOHC, turbo | common rail        | 81,00 mm × 95,50 mm    | 18,5:1             | 140 KM (103 kW) przy 4000 obr./min | 320 N•m przy 1750-2500 obr./min | 10,3 s             | 203 km/h           |